# Ball de Bastons de Vilafranca
El Ball de Bastons de Vilafranca és un dels balls del seguici de la Festa Major de Vilafranca del Penedès. Es tracta d'un ball de bastons les primeres referències del qual daten del segle xviii, participa habitualment a la Festa Major durant el segle xix i xx, i es recupera el 1942.

## Història

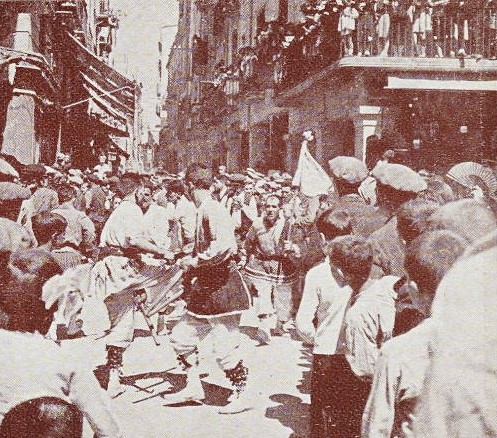
Ball de Bastons de Vilafranca a principis del

La primera referència al Ball de Bastons de Vilafranca data 1771 i la trobem a les línies que Rafael d'Amat i Cortada escrigué Calaix de Sastre amb motiu de la seva visita a la Festa Major de Vilafranca:
| «                                        | Después del drach seguían los balls de Bastons, de Santa Fe y lo dels Valencians. Lo trage de tals quadrillas no sé si algun curiós com yo lo haurà notat. A mi nom recorda, per consegüent no'l puch escríurer en est Llibre de las Set Sibellas. | » |
| — Rafael d'Amat i Cortada, Baró de Maldà | |   |

La presència del ball durant el segle xix i xx són constants i pràcticament sense interrupcions. El 1825 se'l descriu com un ball integrat només per nois i com un dels més vigorosos i ràpids. El 1840 va sortir dues colles: la de «vells» i la de «joves», i algun any en van arribar a sortir tres.
L'any 1941 es van haver de llogar els Bastoners de Vilanova per culpa de la dificultat de trobar balladors. Un any més tard, el 1942, un grup de joves d'Acció Catòlica va recuperar el ball i el vestuari tradicional (a excepció del mocador de pita).

## Indumentària

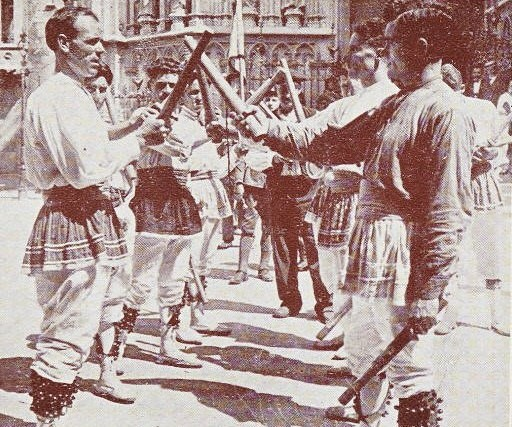
Ball de Bastons de Vilafranca a principis del davant de la Basílica de Santa Maria

Els integrants del ball porten camisa i pantaló blancs amb un vió del color de la faixa, faldellí vermell amb una franja groga, camalls vermells amb cascavells i espardenyes de vetes blanques. La meitat del grup porta faixa blava amb un mocador creuat al pit del mateix color i l'altra meitat porta faixa i mocador vermell. Els membres porten un bastó a cada mà a excepció del cap de colla que en porta un a una mà i una bandereta a l'altra.